# Die Kleine Klosterneuburger Zeitung

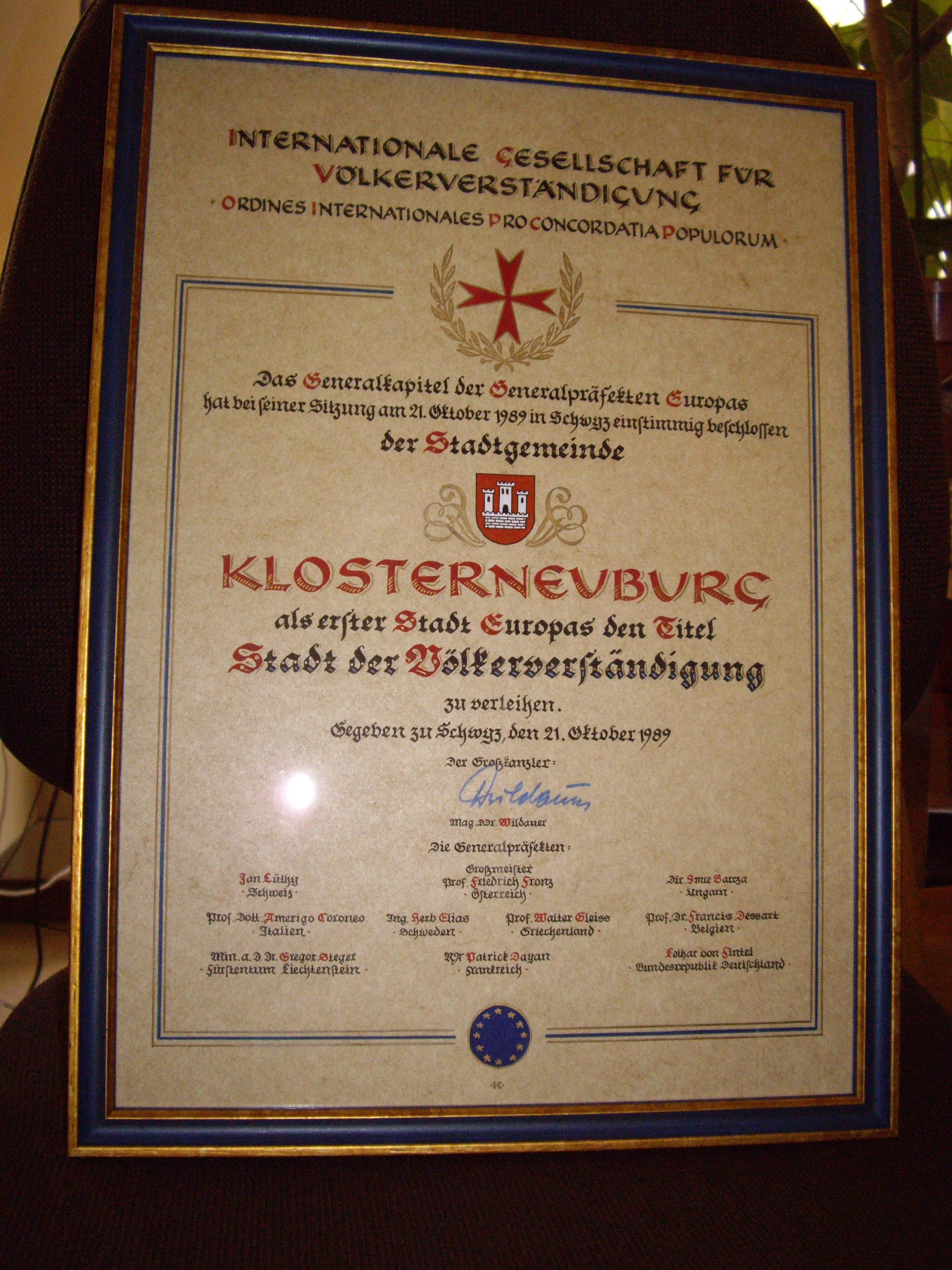
Quelle: Archiv der Stadtgemeinde Klosterneuburg

Die Klosterneuburger Zeitung, früher Die Kleine, ist eine am 23. September 1976 erstmals erschienene Wochenzeitung, die aus der Klosterneuburger Zeitung, der Tullner Zeitung und der Korneuburger Zeitung entstand.
Die Klosterneuburger Zeitung ist die Zeitung mit dem dienstältesten Zeitungsherausgeber der Welt. Am 14. Oktober 2005 konnte Gustaf Adolf Jakob Neumann das 60-Jahr-Jubiläum als Zeitungsherausgeber feiern. Der Redakteur und Herausgeber Gustaf Adolf Jakob Neumann ist bereits seit 1945 Herausgeber der kleinen Zeitung in Klosterneuburg.
Die kleine Redaktion wird nach wie vor vom Herausgeber selbst mit nur wenigen Mitarbeiterinnen am Hauptplatz („Niedermarkt“) in Klosterneuburg geleitet.
Im Herbst 1989 berichtete die Klosterneuburger Zeitung über die feierliche Verleihung des Titels „Stadt der Völkerverständigung“ von der Internationalen Gesellschaft für Völkerverständigung.
Bekannte Österreicher haben bei dieser Zeitung als Ortsreporter begonnen:
- Hademar Bankhofer (heute Ernährungsexperte)
- Hadschi Bankhofer (Morgenreporter bei Radio Wien, bekannter österreichischer Entertainer und Moderator)